# Calle Capitán Pérez Moreno
La Calle Capitán Pérez Moreno, conocida popularmente como Calle La Botica, es una vía del municipio gaditano de Conil de la Frontera, en la provincia de Cádiz. Mide 67 metros y está ubicada dentro del centro histórico de dicho pueblo. 

## Descripción
El nombre Capitán Pérez Moreno viene dado por Ignacio Pérez Moreno (Conil de la Frontera, febrero de 1894- Madrid, 14 de enero de 1922), que fue un conductor de aviación español, siendo uno de los más reconocidos del municipio. También es tío del poeta José Velarde, y nieto del médico Agustín Velarde y Escalera. Realizó sus estudios a la edad de 18 años en la Academia de Ingenieros del Ejército, y el 26 de junio de 1917 fue elegido primer teniente del Cuerpo de Ingenieros, terminando así sus estudios. El 14 de enero de 1922 falleció por un accidente de aviación en Madrid, terminando su carrera de militar y de aviador.
Finalmente acabó llamándose la calle Capitán Pérez Moreno, en vez de calle Capitán Ignacio Pérez Moreno. Además, es bastante probable que lo de calle "La Botica", venga por la farmacia que está ubicada entre esa calle y la Plazuela.
Limita al sur con la Plaza de España, siendo la primera vía que hay al entrar al Arco de la Villa. Limita, además, al norte con la Calle Alta y la calle José Velarde, también llamada calle las Losas. Además, la Capitán Pérez Moreno está dentro del casco antiguo. 